# Sangam
L'era Sangam o el període Sangam (Tamil: சங்ககாலம், Sangakālam ?) és una època històrica de l'Índia del sud, en concret de la zona anomenada Tamilakam (தமிழகம்) que és la totalitat de les terres on es parlava la llengua tàmil (correspon als moderns estats de Tamil Nadu, Kerala i parts d'Andhra Pradesh, Karnataka i el nord de Sri Lanka o Eelam). Es divideix en tres parts (Antic, mitja i Darrer Sangam) però només el darrer període Sangam ha de ser considerat, ja que els altres dos són purament mitològics. Va des del segle iv aC al II dC. Rep el seu nom de la famosa acadèmia Sangam de poetes i savis de la ciutat de Madurai.
En aquest temps van existir les dinasties Chola, Pandya i Txera (anomenats en conjunt els ventars), a més d'alguns caps velirs independents o feudataris dels anteriors. Aquestes dinasties van patir un eclipsi posteriorment (segles iii a VIII), però van ressorgir més tard. A la seva primera època s'anomena a les dinastia com Sangam (Regnes de Sangam: Cola de Sangam, Pandya de Sangam i Txera de Sangam) per distingir-les de les dinasties d'igual nom i més conegudes que van existir a l'alta edat mitjana (segles IX a XI).